# Premier Division 2020 (Irlanda)
La League of Ireland Premier Division 2020 è stata la 100ª edizione della massima serie del campionato irlandese di calcio, iniziata il 14 febbraio, sospesa il 13 marzo 2020 a causa dell'emergenza dovuta alla pandemia di COVID-19, ripresa il 31 luglio 2020 e terminata il 9 novembre seguente. Il Dundalk era la squadra campione in carica. Lo Shamrock Rovers ha conquistato il trofeo per la diciottesima volta nella sua storia.

## Stagione

### Novità
Dalla Premier Division 2019 è stato retrocesso in First Division l'UCD, mentre dalla First Division 2019 è stato promosso lo Shelbourne.

### Formula
Le 10 squadre partecipanti si affrontano in un girone all'italiana con doppie partite di andata e ritorno per un totale di 36 giornate. La squadra prima classificata è dichiarata campione d'Irlanda ed ammessa al primo turno di qualificazione della UEFA Champions League 2021-2022. La seconda e la terza classificata vengono ammesse al primo turno di qualificazione della UEFA Europa Conference League 2021-2022. Se la squadra vincitrice della FAI Cup, ammessa al primo turno preliminare della UEFA Europa Conference League 2021-2022, si classifica al secondo o terzo posto, l'accesso al primo turno di Europa Conference va a scalare. La nona classificata viene ammessa allo spareggio promozione/retrocessione contro la vincente degli spareggi di First Division. La decima classificata viene retrocessa in First Division.
In seguito alla prolungata sospensione dovuta alla pandemia di COVID-19, le 10 squadre partecipanti si sono affrontate con singole partite di andata e ritorno per un totale di 18 giornate, invece di 36.

## Squadre partecipanti
| Club            | Città                  | Stadio           | Stagione precedente          |
| --------------- | ---------------------- | ---------------- | ---------------------------- |
| Bohemians       | Dublino (Phibsborough) | Dalymount Park   | 3º posto in Premier Division |
| Cork City       | Cork                   | Turners Cross    | 8º posto in Premier Division |
| Derry City      | Derry                  | Brandywell       | 4º posto in Premier Division |
| Dundalk         | Dundalk                | Oriel Park       | Campione d'Irlanda           |
| Finn Harps      | Ballybofey             | Finn Park        | 9º posto in Premier Division |
| Shamrock Rovers | Dublino (Tallaght)     | Tallaght Stadium | 2º posto in Premier Division |
| Shelbourne      | Dublino (Drumcondra)   | Tolka Park       | 1º posto in First Division   |
| Sligo Rovers    | Sligo                  | Showgrounds      | 7º posto in Premier Division |
| St Patrick's    | Dublino (Inchicore)    | Richmond Park    | 5º posto in Premier Division |
| Waterford       | Waterford              | Waterford RSC    | 6º posto in Premier Division |

## Classifica finale
|  | Pos. | Squadra         | Pt | G  | V  | N | P  | GF | GS | DR  |
|  | ---- | --------------- | -- | -- | -- | - | -- | -- | -- | --- |
|  | 1.   | Shamrock Rovers | 48 | 18 | 15 | 3 | 0  | 44 | 7  | +37 |
|  | 2.   | Bohemians       | 37 | 18 | 12 | 1 | 5  | 23 | 12 | +11 |
|  | 3.   | Dundalk         | 26 | 18 | 7  | 5 | 6  | 25 | 23 | +2  |
|  | 4.   | Sligo Rovers    | 25 | 18 | 8  | 1 | 9  | 19 | 23 | -4  |
|  | 5.   | Waterford       | 24 | 18 | 7  | 3 | 8  | 17 | 22 | -5  |
|  | 6.   | St Patrick's    | 21 | 18 | 5  | 6 | 7  | 14 | 17 | -3  |
|  | 7.   | Derry City      | 20 | 18 | 5  | 5 | 8  | 18 | 18 | 0   |
|  | 8.   | Finn Harps      | 20 | 18 | 5  | 5 | 8  | 15 | 24 | -9  |
|  | 9.   | Shelbourne      | 19 | 18 | 5  | 4 | 9  | 13 | 22 | -9  |
|  | 10.  | Cork City       | 11 | 18 | 2  | 5 | 11 | 10 | 30 | -20 |

Legenda:
      Campione d'Irlanda e ammessa alla UEFA Champions League 2021-2022
      Ammesse alla UEFA Europa Conference League 2021-2022
 Ammesso allo spareggio retrocessione-promozione
      Retrocessa in First Division 2021
Note:
Tre punti a vittoria, uno a pareggio, zero a sconfitta.
La classifica viene stilata secondo i seguenti criteri:
- Punti conquistati
- Differenza reti generale
- Reti totali realizzate

## Risultati
|                       | Boh  | Cor  | Der  | Dun  | Fin  | Sha  | She  | Sli  | StP  | Wat  |
| --------------------- | ---- | ---- | ---- | ---- | ---- | ---- | ---- | ---- | ---- | ---- |
| Bohemians             | –––– | 3-0  | 2-1  | 2-1  | 0-2  | 0-1  | 2-0  | 2-0  | 2-0  | 0-2  |
| Cork City             | 0-1  | –––– | 1-1  | 0-2  | 1-0  | 0-3  | 0-1  | 3-0  | 1-2  | 0-0  |
| Derry City            | 2-0  | 3-1  | –––– | 1-2  | 1-1  | 1-2  | 2-0  | 0-2  | 0-0  | 2-0  |
| Dundalk               | 0-0  | 3-0  | 1-0  | –––– | 0-0  | 0-4  | 3-2  | 0-2  | 1-1  | 2-2  |
| Finn Harps            | 0-1  | 1-1  | 0-0  | 0-4  | –––– | 0-2  | 0-1  | 1-0  | 3-2  | 1-0  |
| Shamrock Rovers       | 1-0  | 6-0  | 2-0  | 3-2  | 3-1  | –––– | 0-0  | 4-0  | 0-0  | 6-1  |
| Shelbourne            | 1-3  | 1-1  | 1-1  | 1-2  | 1-1  | 0-2  | –––– | 1-0  | 1-0  | 0-1  |
| Sligo Rovers          | 0-1  | 2-1  | 1-0  | 3-1  | 3-1  | 2-3  | 2-1  | –––– | 0-2  | 2-1  |
| St Patrick's Athletic | 1-2  | 1-0  | 0-2  | 1-1  | 2-0  | 0-0  | 2-0  | 0-0  | –––– | 0-1  |
| Waterford             | 0-2  | 0-0  | 2-1  | 1-0  | 2-3  | 0-2  | 0-1  | 1-0  | 3-0  | –––– |

## Spareggio promozione/retrocessione
|            | Risultati |               | Luogo e data              |
| ---------- | --------- | ------------- | ------------------------- |
| Shelbourne | 0 - 1     | Longford Town | Dublino, 15 novembre 2020 |
|            |           |               |                           |

## Statistiche

### Squadre

#### Capoliste solitarie
|    | —— | —— | ——              | —— | —— | —— | —— | —— | ——  | ——  | ——  | ——  | ——  | ——  | ——  | ——  | ——  | —— |  |
|    |    |    | Shamrock Rovers |    |    |    |    |    |     |     |     |     |     |     |     |     |     |    |  |
|    |    |    |                 |    |    |    |    |    |     |     |     |     |     |     |     |     |     |    |  |
|    |    |    |                 |    |    |    |    |    |     |     |     |     |     |     |     |     |     |    |  |
| 1ª | 2ª | 3ª | 4ª              | 5ª | 6ª | 7ª | 8ª | 9ª | 10ª | 11ª | 12ª | 13ª | 14ª | 15ª | 16ª | 17ª | 18ª |    |  |

### Individuali

#### Classifica marcatori
| Gol |  |  | Giocatore       | Squadra         |
| --- |  |  | --------------- | --------------- |
| 10  |  |  | Patrick Hoban   | Dundalk         |
| 9   |  |  | Jack Byrne      | Shamrock Rovers |
| 8   |  |  | Graham Burke    | Shamrock Rovers |
| 7   |  |  | Aaron Greene    | Shamrock Rovers |
| 7   |  |  | Andre Wright    | Bohemians       |
| 6   |  |  | Daniel Grant    | Bohemians       |
| 5   |  |  | Ronan Coughlan  | Sligo Rovers    |
| 4   |  |  | Michael Duffy   | Dundalk         |
| 4   |  |  | Walter Figueira | Derry City      |
| 4   |  |  | John Martin     | Waterford       |